# Leyland Bus

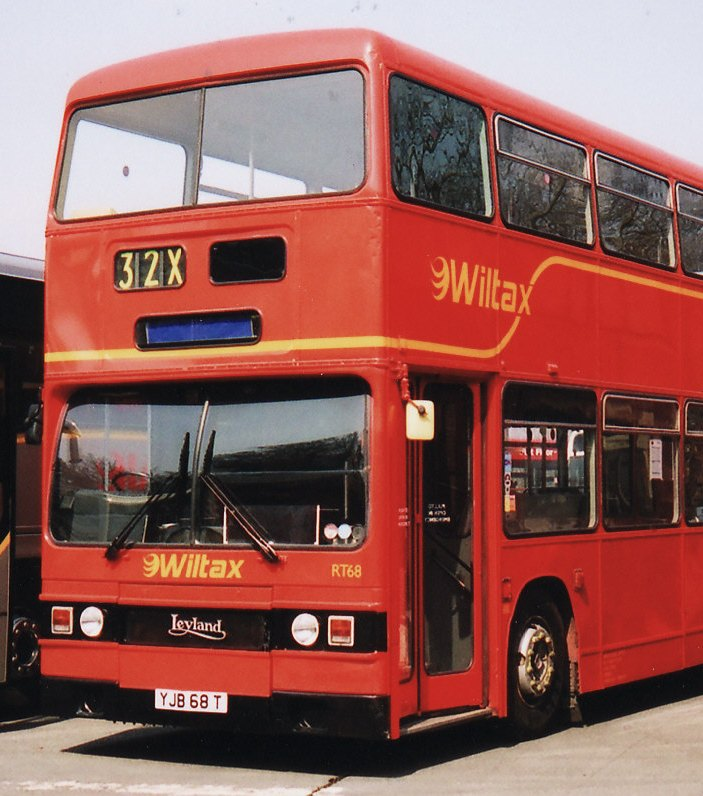
Autobus à impériale Leyland Titan (B15) carrossé par Parc Royal

Leyland Bus était un des principaux constructeurs anglais d'autobus et autocars. La société, créée en 1889, était basé à Park Royal, Abbey Road, dans l'ouest de Londres. Elle disposait d'une filiale, Charles H. Roe, basée à Leeds.
Des problèmes de main-d'œuvre et la lenteur de la production ont conduit à sa fermeture en 1980.

## Histoire
L'origine de la société Leyland Motors remonte à 1896 lorsque les familles Sumner et Spurrier décident de fonder Lancashire Steam Motor Company à Leyland, dans le Nord-ouest de l'Angleterre. Lancashire Steam Motor Company est renommée Leyland Motors en 1907 après le rachat de la société Coulthards de Preston. 
En 1946, Associated Equipment Company - AEC et Leyland Motors créent une compagnie d'engins ferroviaires, British United Traction Ltd. 
En 1955, une société indienne de Madras acquiert une licence pour assembler des véhicules utilitaires Leyland Motors dans son usine d'Ashok. Les véhicules porteront la marque Ashok Leyland. Durant cette période, Leyland Motors rachète plusieurs petits constructeurs anglais : Albion Motors en 1951, Scammell Lorries Ltd. en 1955 et Standard Triumph2 en 1961. Le partenariat avec le constructeur d'autobus Danish Automobile Building, signé en 1953, se termine par une prise de participations majoritaire dans les années 1970. 
La société Leyland Motors est restée une entreprise familiale dirigée par les Spurrier jusqu'en 1964. 
En 1968, Leyland Motor Corp Ltd et British Motor Holdings Ltd. fusionnent et créent le groupe British Leyland Motor Corporation Ltd - BLMC qui devient de plus en plus difficile à gérer compte tenu du nombre de marques qu'il regroupe et qui commercialisent des modèles très voisins. Cela se traduit par des problèmes financiers et en décembre 1974, le gouvernement britannique doit se porter caution pour British Leyland qui était en faillite virtuelle et doit être nationalisé en 1975. La nouvelle société est baptisée British Leyland Ltd. Elle est réorganisée en quatre divisions :
- Leyland Cars pour les automobiles,
- Leyland Truck & Bus, rattachée à Land Rover mais est splittée en Leyland Bus et Leyland Trucks en 1981.
- Leyland Special products, unité très hétéroclite comprenant les machines de construction, les réfrigérateurs, des moteurs industriels, des chariots élévateurs, des véhicules militaires et des imprimeries,
- Leyland International pour l'exportation et les filiales étrangères.

En 1986, British Leyland prend le nom de « Rover Group ». Les parts de Land Rover Leyland International Holdings dans Ashok Leyland sont revendues en 1987 au groupement italo-indien constitué de Fiat-Iveco et Hinduja.

## Histogramme de la société
- 1896 - création de Lancashire Steam Motor Company,
- 1907 - création de Leyland Motors,
- 1968 - fusion avec British Motor Holdings et création de British Leyland Motor Corporation - BLMC,
- 1975 - nationalisation de BLMC qui devient British Leyland,
- 1986 - British Leyland est renommé Rover Group,
- 1987 - la division autobus de Rover Group devient autonome et est baptisée Leyland Bus,
- 1988 - rachat de Leyland Bus par Volvo Buses,
- 1993 - Volvo ferme l'usine Leyland de Workington et la marque Leyland disparait.

## Liste des véhicules
Liste de tous les châssis et autobus complets construits sous les marques Leyland Motors et Leyland Bus de 1919 jusqu'à la fermeture en 1993, classés par ordre alphabétique.

### Période: 1919 - 1925

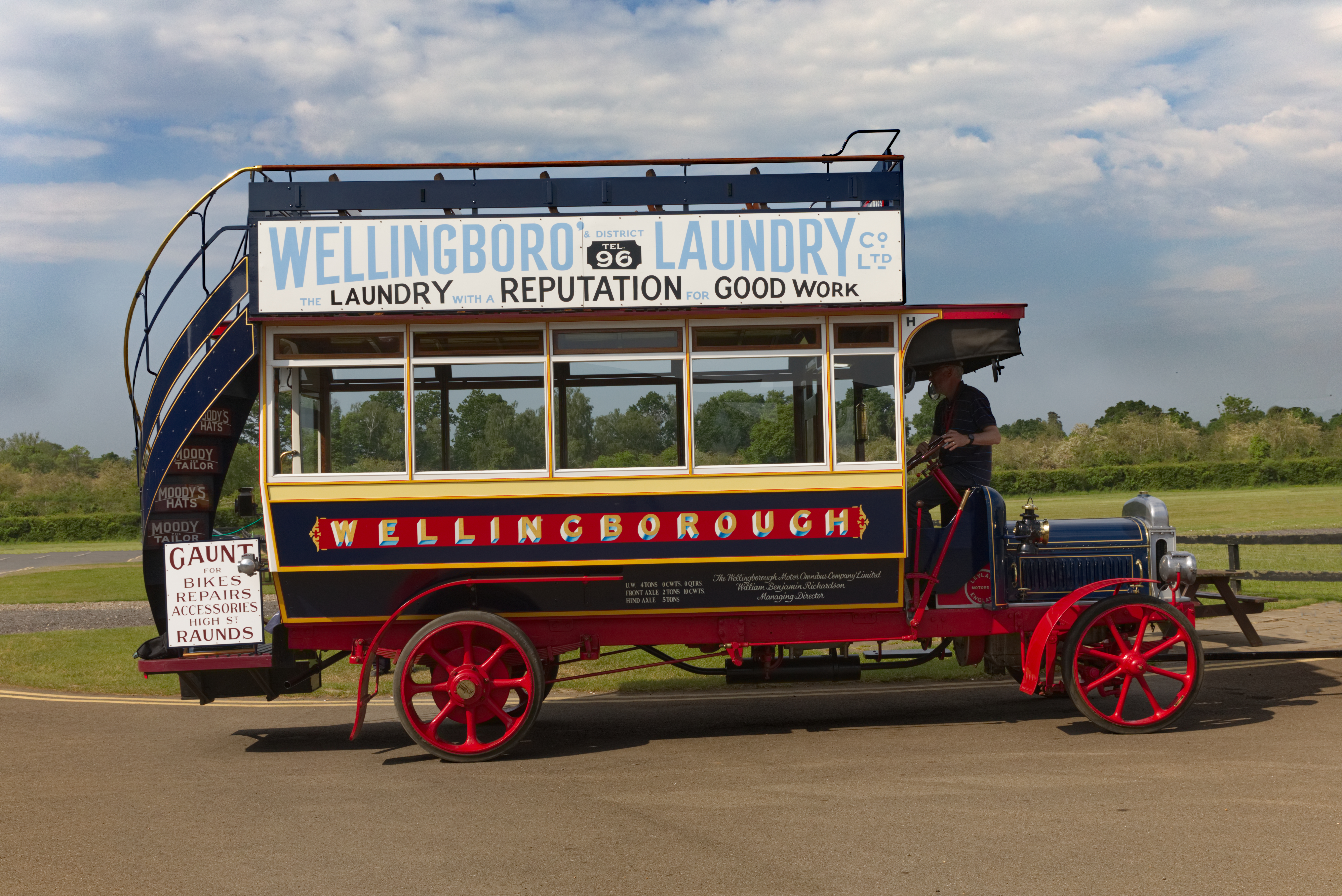
Autobus Leyland Type S3 de 1913

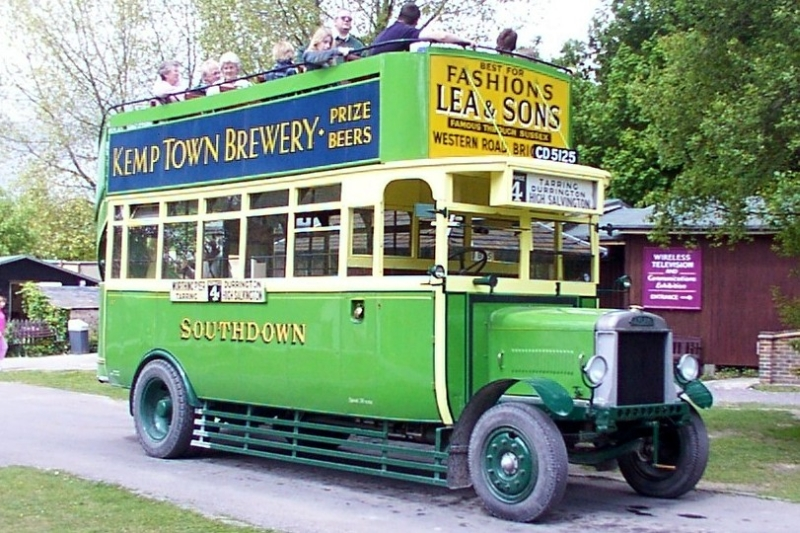
Autobus Leyland Type N de 1920

- A1, A5, A7, A9, A11, A13 - (1920-1926)
- B - (1919-1920)
- C, C1, C5, C7, C9 - (1919-1926)
- D - (1920-1924)
- E - (1919-1920)
- F - (1919)
- G, G1, G2, G3, G4, G5, G6, G7, G8 - (1919-1924)
- H - (1919-1920)
- J - (1919-1920)
- K - (1919)
- L - (1919-1920)
- M, M1 - (1919-1921)
- N - (1919-1921)
- O, O1 - (1919-1921)
- RAF - (1919-1925)
- SG2, SG4, SG6, SG7, SG9, SG11 - (1923-1926)
- GH2, GH4, GH5, GH7, GH8 - (1923-1926)
- OP2 - (1921-1924)
- OH2 - (1923-1926)
- LB2, LB4, LB5 - (1922-1926)
- Z3, Z4, Z5, Z6, Z7 - (1923-1926)

### Periode: 1925 - 1942
- Leviathan - (1925-1927)
- Leopard - (1926)
- Leveret - (1926-1928)
- Lioness - (1926-1934)
- Lion - (1926-1940)
- Titan - (1927-1942)
- Titanic - (1927-1939)
- Tiger - (1927-1942)
- Tigress - (1934-1939)
- Badger - (1930-1936)
- Cub - (1931-1940)
- Cheetah - (1935-1940)
- Gnu - (1937-1939)

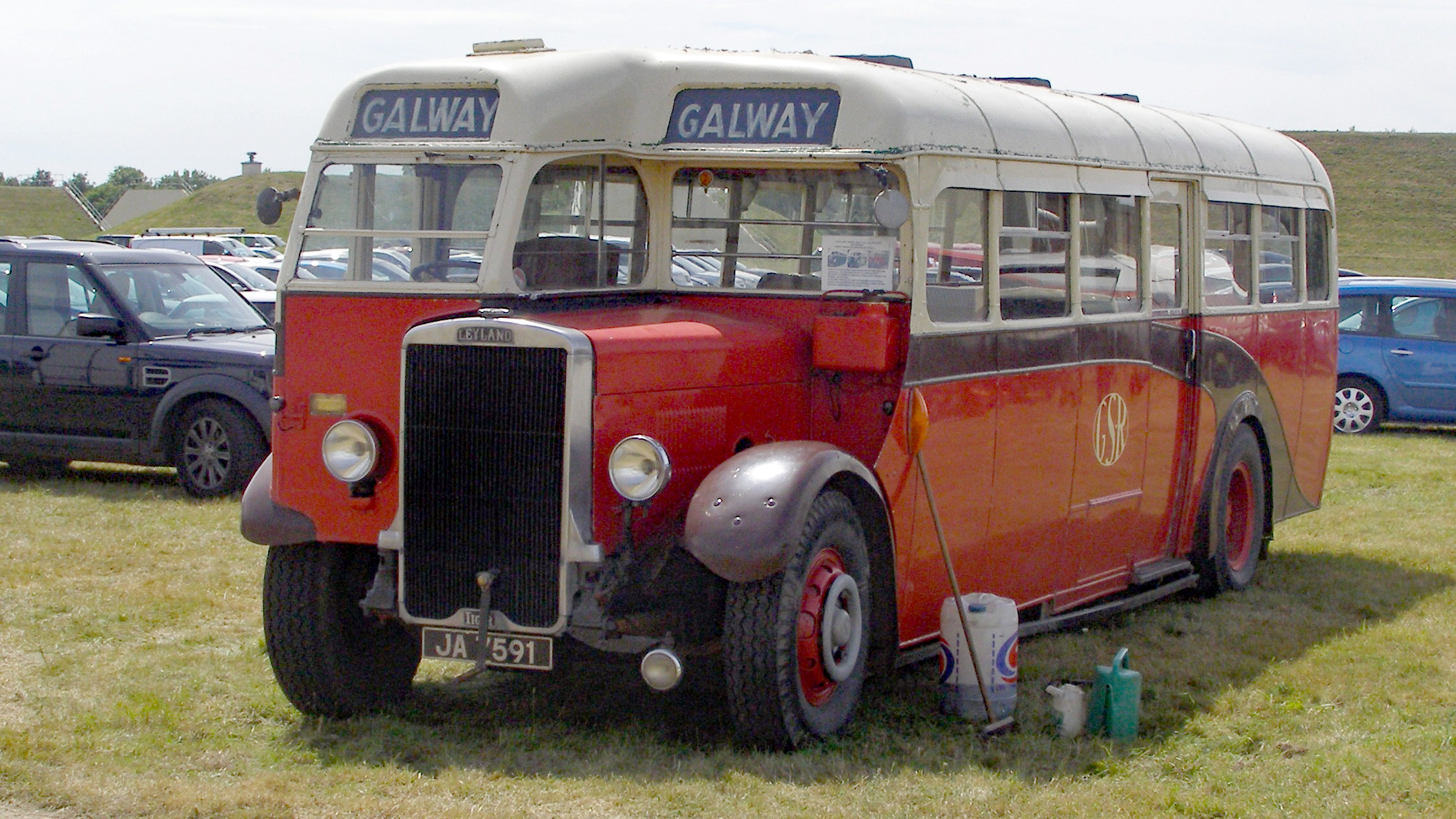
Leyland Tiger de 1936

- Tiger FEC (moteur à plat sous le plancher) - London Transport TF Class - (1939)
- REC Cub (moteur arrière) - London Transport CR Class - (1939)
- Panda - (1940)

### Période 1945 - fin en 1993

#### Autobus
- Tiger - (1948-1968)
- Comet - (1948-1971)
- Olympic - (1949-1971)
- Royal Tiger PSU - (1950-1955)

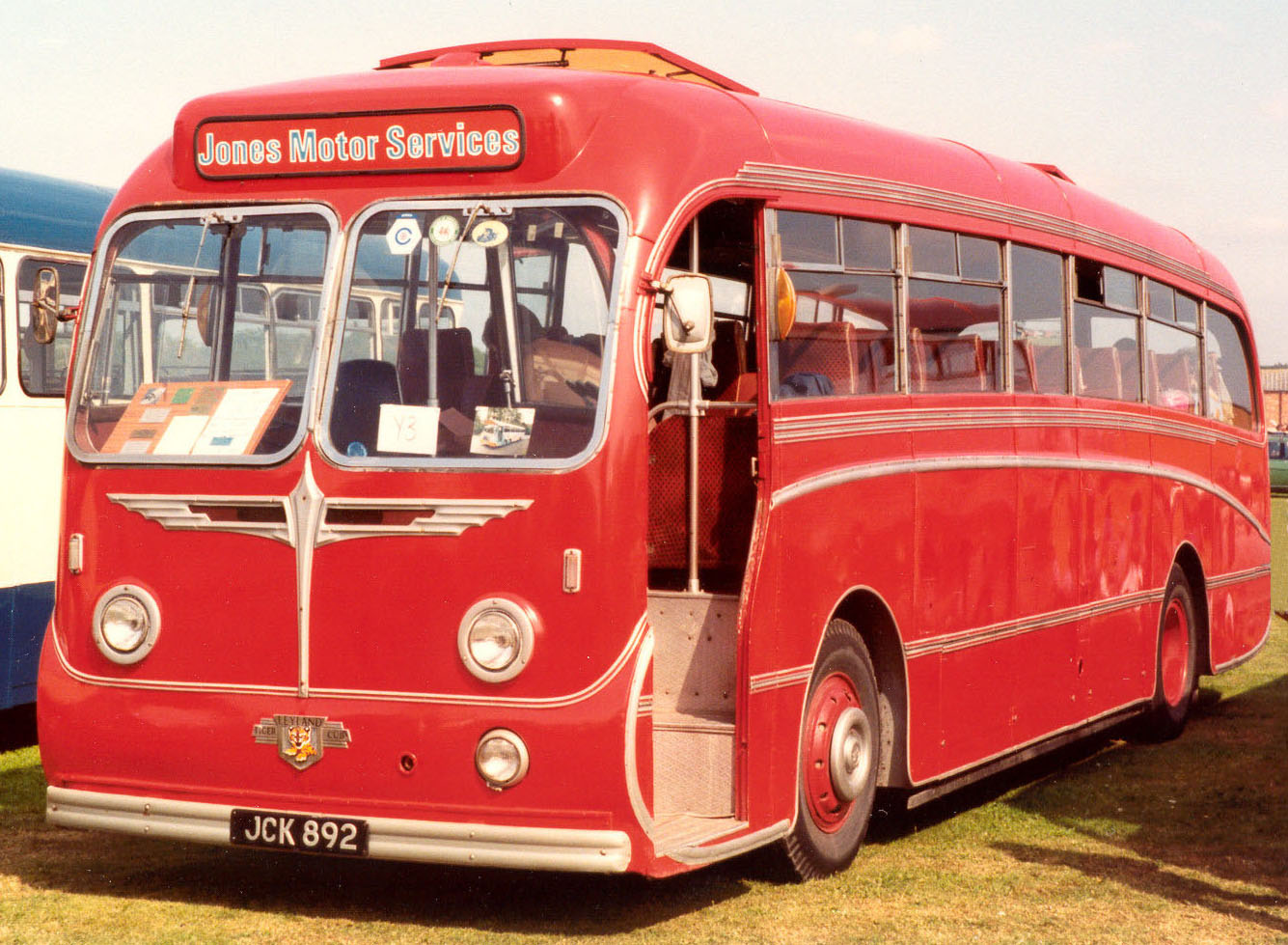
Leyland Tiger Cub de 1956

- Royal Tiger Worldmaster - (1955-1979)
- Tiger Cub - (1952-1969)
- Olympian - (1953-1958)
- Leopard - (1959-1982)
- Lion - (1960-1965)
- Royal Tiger Cub - (1960-1968)
- Panther - (1964-1972)
- Panther Cub - (1964-1968)
- National/National 2 - (1969-1985)
- Cub - (1979-1987)
- Tiger - (1979-1992)
- B21 - (1975-1983)
- Super Viking - (1980-1984)
- Royal Tiger (B50/B54) - (1982-1987)
- Lynx - (1984-1992)
- Swift - (1987-1991)

#### Autobus articulés
- Leyland-DAB - (1980-xx)

#### Autobus à impériale
- Titan - (1945-1970)
- Lowlander - (1961-1966)
- Atlantean - (1956-1986)
- Fleetline - (1973-1980), Daimler Motor Company
- Titan (B15) - (1974-1984)
- Victory Mark 2 - (1978-1981)
- Olympian - (1979-1993)
- Lion - (1986-1988)

#### Trolleybus (1946 - 1964)
Commercialisés sous la marque British United Traction - BUT, constructeur de matériel ferroviaire et de trolleybus qui a été créé en 1946 par l'association entre AEC et Leyland Motors.

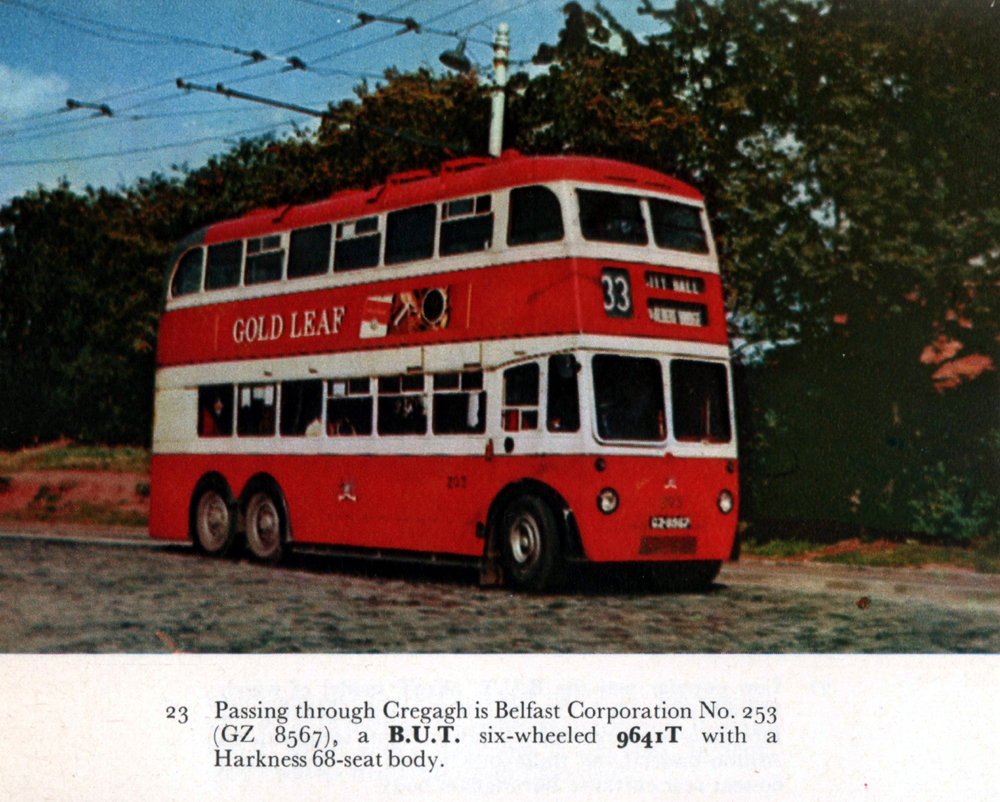
Trolleybus BUT 9641T à impériale à Belfast en 1950

- 9611T
- 9612T
- 9613T
- 9641T / 9651T
- 9642T / 9652T
- RETB1 / LETB1